# Le Pays du dauphin vert
Pour les articles homonymes, voir Green Dolphin Street.
Le Pays du dauphin vert (Green Dolphin Country) est un roman historique écrit par l'écrivain britannique Elizabeth Goudge, publié en 1944. 
L'édition américaine du roman est intitulée Green Dolphin Street, d'où le titre de l’adaptation cinématographique du roman.

## Résumé
Dans les années 1840, William, un jeune homme vivant dans une bourgade des îles Anglo-Normandes est aimé des sœurs Marguerite et Marianne Le Patourel. William s'éprend de la belle et blonde Marguerite ; pourtant il ne peut s'empêcher de confondre constamment le prénom des deux sœurs. C'est ce détail qui fait basculer la vie de ces trois personnes. Nouvellement installé comme colon en Nouvelle-Zélande à la suite d'un exil forcé, William écrit aux parents de Marguerite pour leur demander la main de sa bien-aimée. Quelques mois plus tard, après un éprouvant voyage, c'est pourtant Marianne qui débarque sur le quai. Le respect et son éducation lui interdisant de renvoyer la courageuse jeune femme, c'est avec elle que William va vivre ses aventures au bout du monde, sans jamais oublier la fragile Marguerite restée en Europe. 
Une grande partie du roman est consacrée aux relations entre les pionniers et le peuple autochtone de Nouvelle-Zélande, les maoris.  

## Adaptation
- 1947 : Le Pays du dauphin vert (Green Dolphin Street), film américain réalisé par Victor Saville, avec Lana Turner, Van Heflin et Donna Reed

## Éditions françaises
- 1946 : Le Pays du Dauphin vert d'Elizabeth Goudge ; traduit par Maxime Ouvrard, Paris, Plon, 671 p., (BNF 32184046)
- 2007 : Le Pays du Dauphin vert d'Elizabeth Goudge ; traduit par Maxime Ouvrard, Paris : Phébus, collection : Libretto no 247,  (ISBN 978-2-7529-0281-8)

## Sources
- Bibliothèque nationale de France
- (en) Library of Congress - 1re édition anglaise du roman